# Stephen Lynch
Stephen Andrew Lynch (Abington, 28 luglio 1971) è un comico, musicista e attore statunitense.
Fu nominato ai Tony Award ed è conosciuto per le sue canzoni che prendono in giro la vita quotidiana e la cultura popolare. Lynch ha pubblicato un album in studio e due album live insieme ad un DVD live. È apparso in due speciali del Comedy Central Presents e ha partecipato ad all'adattamento a Broadway di "The Wedding Singer" (in italia: Prima o poi me lo sposo).

## Biografia

### Le origini
Lynch è nato ad Abington, Pennsylvania. Più tardi la sua famiglia si trasferì a Saginaw, Michigan. Lynch si esibiva nel teatro comunitario e nel teatro musicale mentre frequentava la Arthur Hill High School e la Saginaw Arts and Sciences Academy. Rimase in Michigan finché si laureò alla Western Michigan University con un Bachelor of Arts in teatro nel 1993. Alla Western Michigan University cominciò a scrivere le sue canzoni comiche.
Considerandosi prima di tutto musicista e in secondo luogo comico, Lynch cita i cantautori Paul Simon e Joni Mitchell  come le sue fonti d'ispirazione da bambino. Il mockumentary This Is Spinal Tap fu la sua più grande fonte di ispirazione e lo portò a decidere il percorso della sua carriera.
La prima canzone che scrisse fu una canzone country intitolata “Beefy Burrito”.

## Discografia
- 2000: A Little Bit Special
- 2003: Superhero
- 2005: The Craig Machine
- 2006: Cleanest Hits
- 2009: 3 Balloons

## Videografia
- 2004: Live at the El Rey